# Howgill Fells

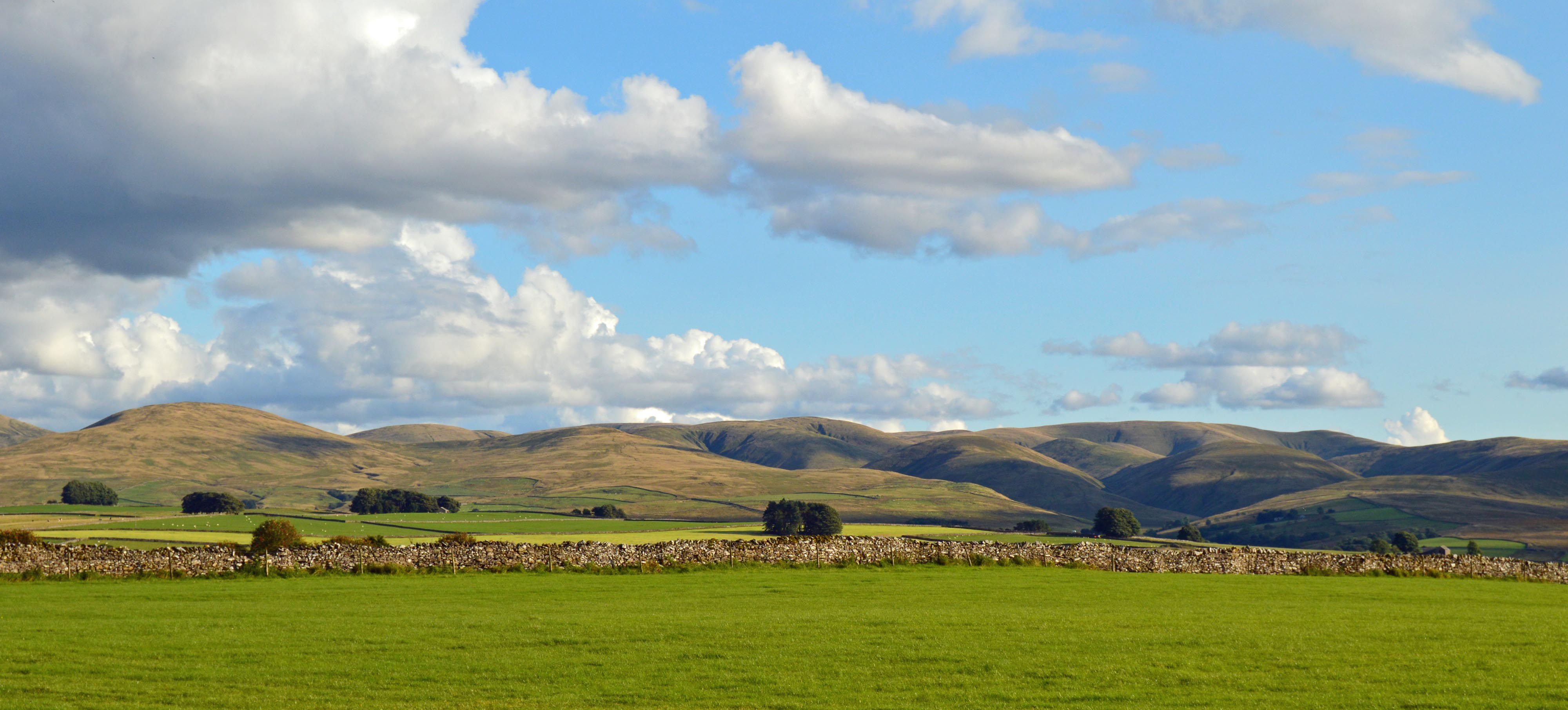
Blick auf die Nordseite der Howgill Fells

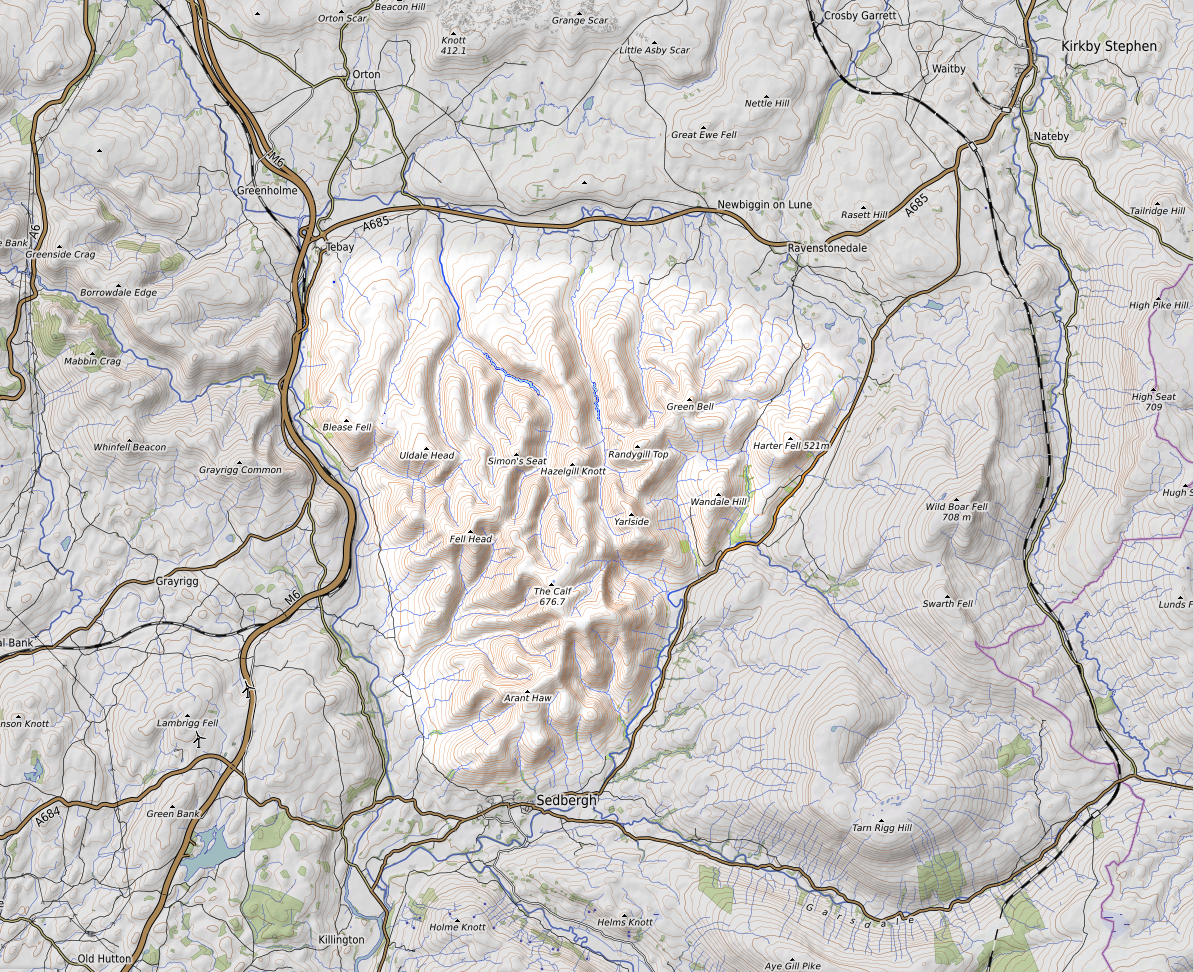
Lage und Ausdehnung der Howgill Fells

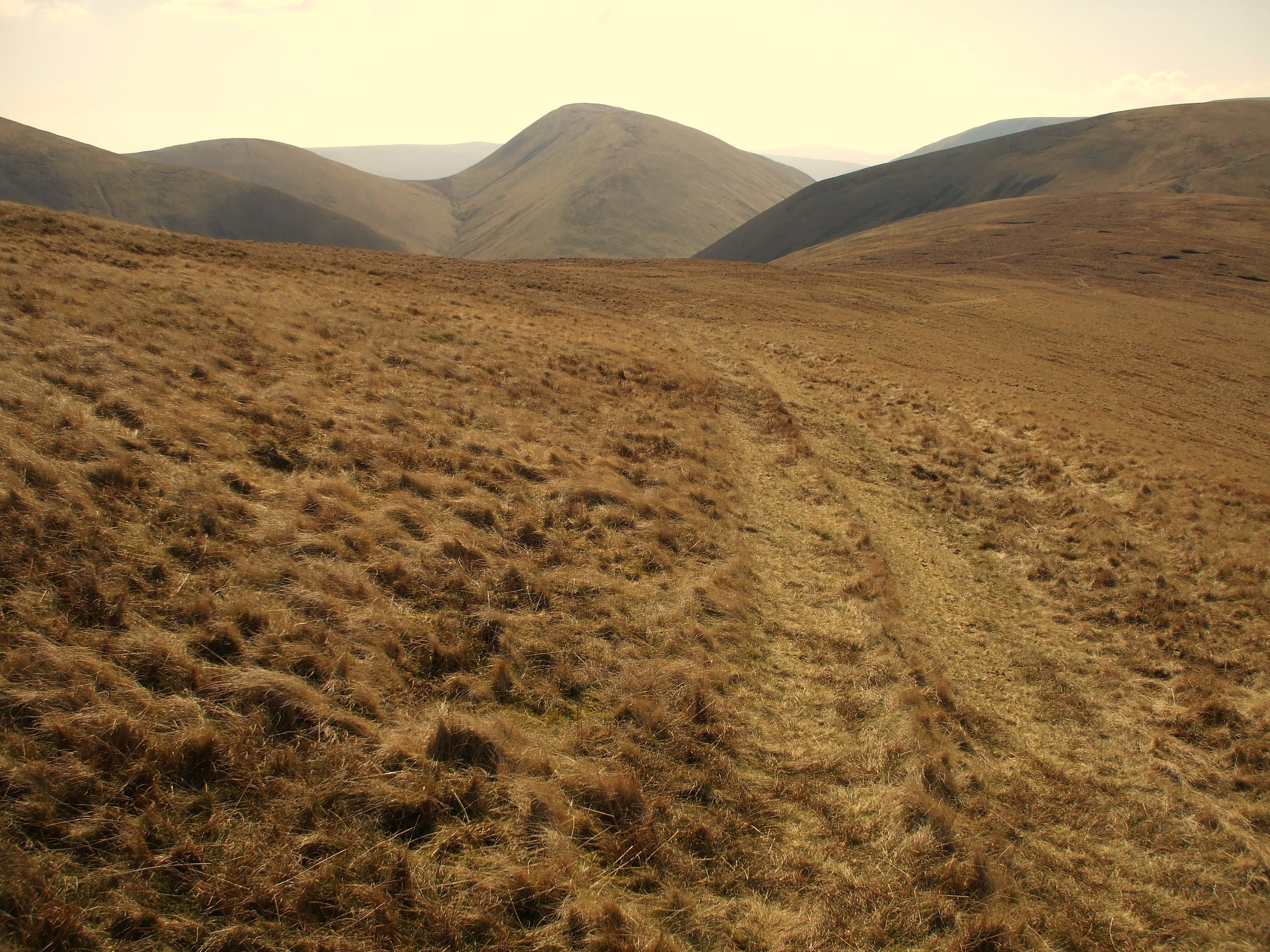
In den Howgill Fells, Blick von Norden auf Yarlside

Die Howgill Fells oder kurz Howgills bilden eine unbesiedelte Mittelgebirgsregion in Nordengland. Höchste Erhebung ist The Calf mit 676 m ASL.

## Form und Lage
Die Region ist in etwa dreieckig geformt und erstreckt sich sowohl in Nord-Süd- als auch in West-Ost-Richtung jeweils über bis zu 12 Kilometer. Eingefasst wird sie etwa durch die drei Orte Sedbergh (an der Südspitze), Tebay (im Nordwesten) und Ravenstonedale (im Nordosten), rund 6 km weiter nordöstlich liegt die Kleinstadt Kirkby Stephen. Der River Lune umfließt die Howgill Fells an der Nord- und Westseite, die Ostgrenze bildet das Tal des Lune-Zuflusses River Rawthey.
Das Erscheinungsbild der Howgill Fells ist geprägt von kleinräumigen, dichtstehenden Erhebungen im Kontrast zu den weiten Höhenzügen der angrenzenden Pennines. Die Hügel sind oben größtenteils flachrunde, mit Gras- oder Heideland bewachsene Kuppen, die Täler dazwischen sind jedoch oftmals tief und steil eingeschnitten.
Topographisch stellen die Howgill Fells eine Geländebrücke zwischen zwei größeren Gebirgen dar: den Cumbrian Mountains im Westen und den Pennines im Osten. Sie bilden dennoch keine bedeutende Wasserscheide, da der River Lune, der an ihrer Nordseite entsteht, zwischen den Howgills und den Cumbrian Mountains einen steilen Durchbruch nach Süden geschaffen hat, so dass sie fast vollständig in dessen Einzugsgebiet liegen. Lediglich der nordöstlichste Teil um Ravenstonedale entwässert zum River Eden.
Innerhalb des Berglandes befindet sich keine Ansiedlung, in den Randbereichen liegen einige Gehöfte.
Die Howgill Fells liegen seit dessen Erweiterung 2016 vollständig innerhalb des Yorkshire-Dales-Nationalparks.

## Name
Der Name Howgill setzt sich zusammen aus den altnordischen Wörtern haugr („Anhöhe“) und gil („Taleinschnitt“). Fell bedeutet im nordenglischen Sprachgebrauch „Berg“.

## Verkehr
Durch das unbesiedelte Bergland führen nur einige Fußpfade und unbefestigte Fahrwege. Mit dem 2008 ins Leben gerufenen Dales High Way führt ein Fernwanderweg in Nord-Süd-Richtung zentral durch das Gebiet. Der Coast to Coast Walk läuft in einigen Kilometern Entfernung parallel zum Nordrand.
Am Westrand der Region hat der River Lune das enge Tal Lune Gorge geschnitten, durch das die Autobahn M6 und die West Coast Main Line verlaufen. Am Nordrand entlang führt die A685, am Ostrand die A683.

## Berge
In den Howgill Fells befinden sich zwei Marilyns:
- The Calf (676 m ASL)
- Yarlside (639 m ASL)

sowie (mit diesen beiden) fünf Hewitts.